# Cinclosoma cinnamomeum
Cinclosoma cinnamomeum là một loài chim trong họ Cinclosomatidae.